# Maglia rossa (Star Trek)

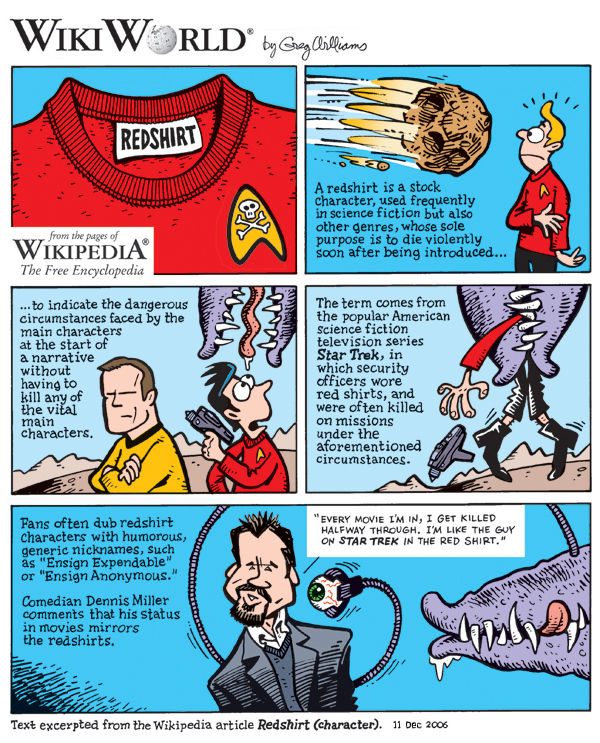
Fumetto umoristico che riassume le caratteristiche delle "casacche rosse"

Una "maglia rossa" (redshirt in inglese, traducibile anche come blusa rossa, casacca rossa, uniforme rossa) è un personaggio tipo nelle opere di fantasia che ha la funzione di morire in modo drammatico subito dopo essere stato introdotto. Il termine trae origine dalla serie classica di Star Trek (1966-1969), in cui morivano frequentemente i personaggi che indossavano una divisa dalla maglia di colore rosso. La morte di tali personaggi è utilizzata spesso per esprimere il potenziale pericolo affrontato dai protagonisti (che invece sono destinati a sopravvivere).

## InStar Trek

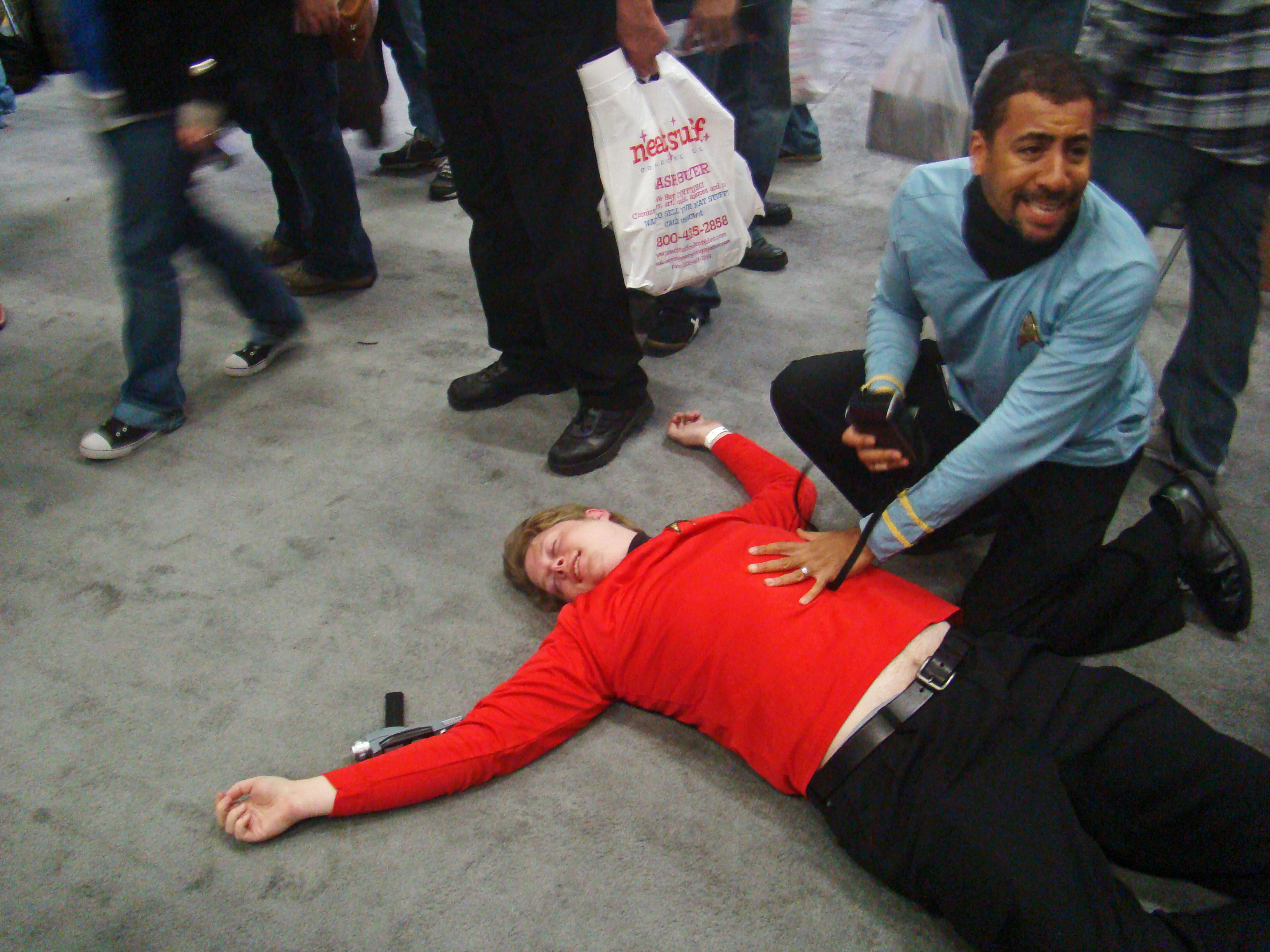
Lo stereotipo rappresentato da due cosplayers di Star Trek

In Star Trek alcuni uomini della sicurezza e ingegneri, membri della divisione operativa, indossano un'uniforme dalla maglia di colore rosso e, in quanto membri delle squadre di sbarco che accompagnano i protagonisti della serie, spesso incontrano una rapida morte. Analisi della serie classica di Star Trek hanno mostrato che dei 59 membri dell'equipaggio deceduti negli episodi della serie, 43 (ovvero il 73%) indossavano una maglia rossa. Nel romanzo Killing Time, edito dalla Pocket Books nel 1985, un membro dell'equipaggio afferma: «Non vorrai indossare una maglia rossa partecipando alla squadra di sbarco». Nel libro Legends of the Ferengi, che fa riferimento alla serie Star Trek: Deep Space Nine, si afferma che i personaggi della sicurezza della Flotta Stellare «raramente sopravvivono oltre il termine del secondo atto». Nel reboot cinematografico del 2009, Star Trek, il personaggio di Olson, interpretato da Greg Ellis, muore precocemente durante una missione; in omaggio alla serie originale, indossa una tuta spaziale rossa.

## Influenza culturale
L'utilizzo di una maglia rossa o del termine "redshirt" per identificare personaggi destinati a soffrire o morire ha trovato riscontro anche in altre produzioni.
Sul soggetto è interamente incentrato il romanzo Uomini in rosso (Redshirts, 2012) di John Scalzi, vincitore del Premio Hugo nel 2013, una parodia e un omaggio ai membri di basso rango "usa e getta" nelle serie tv tipo Star Trek.
Nell'episodio Ai confini della realtà (City on the Edge of Forever, 1998) della serie animata South Park è presente un riferimento diretto a Star Trek quando uno dei bambini, che indossa una T-shirt rossa, disobbedisce alla signora Crabtree e scende dal bus, venendo immediatamente lacerato da un mostro spaventoso in agguato nell'oscurità.  Nella commedia Galaxy Quest (1999) un gruppo di attori di una serie televisiva di fantascienza si ritrova a gestire una vera nave spaziale; uno dei personaggi ha timore di morire durante ogni missione perché la sua unica apparizione nella serie era stata come un personaggio senza nome, ucciso precocemente nell'episodio. Un altro riferimento intenzionale, a detta di Drew Greenberg, è presente nell'episodio Il compleanno di Buffy (Older and Far Away, 2002) della serie TV Buffy l'ammazzavampiri. Nel film Spy Game (2011) di Tony Scott, l'obiettivo di un cecchino al ventitreesimo minuto è indicato come un "red shirt" In un primo copione della serie TV Lost, Hugo Reyes è indicato come un "red shirt", termine utilizzato anche nell'episodio Implosione (Implosion, 2009) di Warehouse 13.
In molte opere legate al mondo dei Transformers il personaggio Cliffjumper, dal caratteristico colore rosso, è celebre per essere ucciso precocemente nella storia.
Il termine ha trovato utilizzo in una sentenza giuridica statunitense del 2013 e nell'editoria: nella recensione del film Prometheus (2012) su Slate, i personaggi che incontrano una "macabra fine" sono indicati come "redshirt".